# Yu Hua

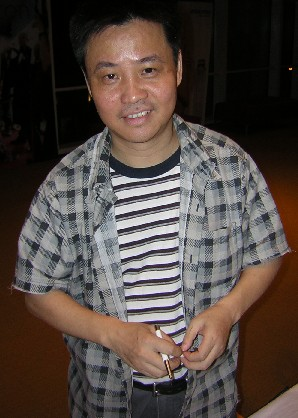
Yu Hua, 2005

Yu Hua (chinesisch 余華 / 余华, Pinyin Yú Huá; * 3. April 1960 in Hangzhou, Provinz Zhejiang) ist ein chinesischer Autor.
Sein Vater war Arzt und so wuchs Yu im Umfeld eines Krankenhauses auf. Yu Hua arbeitete nach der Schulzeit fünf Jahre lang als angelernter Dentist, entschied sich im Jahre 1984 aber für die Schriftstellerei, weil er dort kreativer und flexibler arbeiten konnte.
Viele seiner Werke sind durch die Darstellung persönlicher Erfahrungen geprägt, insbesondere Schilderungen der Kulturrevolution (1966 bis 1976). Er fing Mitte der 1980er Jahre an, Romane zu schreiben, und zählt zusammen mit Su Tong (苏童) und Ye Zhaoyan (叶兆言) zur literarischen Avantgarde. Mit dem Erscheinen seines Romans Leben (1993) wurde er mit einem Schlag bekannt und avancierte zu einem der einflussreichsten Schriftsteller in China. Die Verfilmung des Buches durch Zhang Yimou gewann 1994 den Großen Preis der Jury der Filmfestspiele in Cannes. Im August 2009 erschien Brüder im S. Fischer Verlag. Yu Huas Romane Leben und Der Mann, der sein Blut verkaufte (siehe dazu auch Yan Lianke) sind bereits seit 1998 und 2000 in Deutschland auf dem Markt.

## Werke
Romane:
- Leben! (活着,  Huózhe) Übersetzt von Ulrich Kautz. Klett-Cotta Verlag, Stuttgart 2. Auflage 1998. ISBN 978-3-608-93417-5. 1994 von Zhang Yimou verfilmt.
- Der Mann, der sein Blut verkaufte. Übersetzt von Ulrich Kautz. (许三观卖血记,  Xǔ sānguān mài xuè jì), Klett-Cotta Verlag, Stuttgart 2000, ISBN 978-3-60-893494-6.
- Brüder. (兄弟,  Xiōng dì) Übersetzt von Ulrich Kautz. Fischer Taschenbuch 2012, Frankfurt 2012, ISBN 3-596-17868-1.
- Die sieben letzten Tage. Übersetzt von Ulrich Kautz. S. Fischer Verlag, Frankfurt 2017, ISBN 978-3-10-002193-9.
- Schreie im Regen. (在细雨中呼喊,  Zaixiyuzhong huhan) Übersetzt von Ulrich Kautz. Fischer Taschenbuch, Frankfurt 2018, ISBN 978-3-596-70279-4.

Erzählungen:
- 鲜血梅花 (Xian xue mei hua)
- 现实一种 (Xian shi yi zhong)
- 我胆小如鼠 (Wo dan xiao ru shu)
- 战栗 (Zhan li)

Studien (随笔集,  Suibi ji):
- 温暖和百感交集的旅程 (Wen nuan he bai gan jiao ji de lü cheng)
- 音乐影响了我的写作 (Yin yue ying xiang le wo de xie zuo)
- 没有一条道路是重复的 (Mei you yi tiao dao lu shi chong fu de)
- 灵魂饭 (Ling hun fan)
- China in zehn Wörtern. (Shi ge cihui li de Zhongguo), übersetzt von Ulrich Kautz. S. Fischer Verlag, Frankfurt am Main 2012, ISBN 978-3-10-095807-5.[1]